# Eddy Sobczak
Eddy Sobczak (Heerlen, 19 mei 1947) is een Nederlands voormalig voetballer die als doelman speelde.

## Loopbaan
Sobczak werd in Nederland geboren als zoon van een Poolse vader en Oostenrijkse moeder en groeide op in Limburg als staatloos burger omdat zijn vader zich nooit had laten naturaliseren. In 1964 verruilde hij amateurclub RKSNE voor de hoger acterende plaatselijke rivaal Nieuw Einde waar hij zich in 1969 in de kijker speelde van tweededivisionist Limburgia. Daar was hij aanvankelijk reservedoelman achter Leo Crutzen. Na zijn profdebuut op 10 mei 1970 in een thuiswedstrijd tegen RBC (2-0) werd Sobczak aangewezen als opvolger van Crutzen. Nadat Limburgia uit het betaald voetbal verdween, tekende de doelman in 1971 een eenjarig profcontract bij PSV. Daarmee verdween de laatste ondergrondse mijnwerker uit het betaald voetbal. Sobczak was op dat moment als enige Limburgse semiprof nog werkzaam in de mijn (Oranje-Nassau III). Bij PSV was hij tweede keus achter Jan van Beveren, de onbetwistbare nummer een. Na afloop van zijn contract haalde Wiel Coerver hem naar N.E.C. waar hij de concurrentiestrijd moest aangaan met Harry Schellekens. Nadat de Nijmeegse club naar de Eerste divisie degradeerde, verkaste Sobczak in 1974 naar het ambitieuze FC VVV met wie hij onder trainer Rob Baan twee jaar later weer naar de Eredivisie promoveerde. Na zeven seizoenen liet de Venlose club hem in 1981 vertrekken naar Helmond Sport. Geplaagd door een chronische knieblessure besloot Sobczak kort na aanvang van het seizoen 1982/83 een punt te zetten achter zijn spelersloopbaan.

## Profstatistieken
| Seizoen         | Club            | Competitie      | Competitie | Competitie | Beker | Beker | Overige | Overige | Totaal | Totaal |
| Seizoen         | Club            | Competitie      | Wed.       | Dlp.       | Wed.  | Dlp.  | Wed.    | Dlp.    | Wed.   | Dlp.   |
| --------------- | --------------- | --------------- | ---------- | ---------- | ----- | ----- | ------- | ------- | ------ | ------ |
| 1969/70         | Limburgia       | Tweede divisie  | 4          | 0          | 0     | 0     | —       | —       | 4      | 0      |
| 1970/71         | Limburgia       | Tweede divisie  | 32         | 0          | 1     | 0     | —       | —       | 33     | 0      |
| 1971/72         | PSV             | Eredivisie      | 0          | 0          | 0     | 0     | 0       | 0       | 0      | 0      |
| 1972/73         | N.E.C.          | Eredivisie      | 19         | 0          | 2     | 0     | —       | —       | 21     | 0      |
| 1973/74         | N.E.C.          | Eredivisie      | 25         | 0          | 2     | 0     | —       | —       | 27     | 0      |
| 1974/75         | FC VVV          | Eerste divisie  | 36         | 0          | 2     | 0     | —       | —       | 38     | 0      |
| 1975/76         | FC VVV          | Eerste divisie  | 36         | 0          | 2     | 0     | 6       | 0       | 44     | 0      |
| 1976/77         | FC VVV          | Eredivisie      | 6          | 0          | 0     | 0     | —       | —       | 6      | 0      |
| 1977/78         | FC VVV          | Eredivisie      | 18         | 0          | 0     | 0     | 4       | 0       | 22     | 0      |
| 1978/79         | FC VVV          | Eredivisie      | 14         | 0          | 1     | 0     | —       | —       | 15     | 0      |
| 1979/80         | FC VVV          | Eerste divisie  | 0          | 0          | 0     | 0     | —       | —       | 0      | 0      |
| 1980/81         | FC VVV          | Eerste divisie  | 11         | 0          | 0     | 0     | —       | —       | 11     | 0      |
| 1981/82         | Helmond Sport   | Eerste divisie  | 3          | 0          | 0     | 0     | —       | —       | 3      | 0      |
| 1982/83         | Helmond Sport   | Eredivisie      | 0          | 0          | 0     | 0     | —       | —       | 0      | 0      |
| Carrière totaal | Carrière totaal | Carrière totaal | 204        | 0          | 10    | 0     | 10      | 0       | 224    | 0      |

## Erelijst
| Kampioen Eerste divisie | 1x | 1981/82 |